# アレクサンドロス2世 (エピロス王)
アレクサンドロス2世（ギリシャ語: Ἀλέξανδρος Β', ラテン文字転写: Alexandros II、在位：紀元前272年 - 紀元前255年）は紀元前3世紀のエピロス王である。
アレクサンドロス2世は先代の王ピュロス1世とシュラクサイの僭主アガトクレスの娘ラナッサ (en) との息子である。ピュロスがタラスの要請を受けてイタリアに遠征した時、当時幼子だったアレクサンドロスは弟のヘレノスとともに同行した。ピュロスの死後、王位についたアレクサンドロスは兵士の裏切りによってアンティゴノス2世からマケドニアを奪ったが、軍を再建したアンティゴノスの子デメトリオス2世に敗れ、マケドニアどころかエピロスさえ失った。しかし、アカルナニアに逃げたアレクサンドロスはアカルナニア人の助けを受けてエピロスを回復した。その後、彼はアイトリア人と同盟してアカルナニアの諸都市を分け合い、領土を拡大した。
アレクサンドロスには異母姉妹オリュンピアス2世との間に二人の息子ピュロス2世とプトレマイオスがおり、アレクサンドロスの死後、残された幼い息子たちが成人するまで母オリュンピアス2世が後見人となって国政を担った。